# Флаги Владимирской области
Список флагов муниципальных образований Владимирской области Российской Федерации.
На 1 января 2020 года во Владимирской области насчитывалось 127 муниципальных образований — 5 городских округов, 16 муниципальных районов, 26 городских и 80 сельских поселений.

## Флаги городских округов
| Флаг | Наименование                                           | Дата утверждения | Номер в ГГР |
| ---- | ------------------------------------------------------ | ---------------- | ----------- |
|      | Флаг муниципального образования город Владимир         | 13 июня 1996     |             |
|      | Флаг муниципального образования город Гусь-Хрустальный |                  | 453         |
|      | Флаг муниципального образования город Ковров           | 1997?            | не внесён   |

| Флаг | Наименование                                        | Дата утверждения | Номер в ГГР |
| ---- | --------------------------------------------------- | ---------------- | ----------- |
|      | Флаг муниципального образования округ Муром         | 28 июня 2005     |             |
|      | Флаг муниципального образования ЗАТО город Радужный | 10 февраля 2003  | 1147        |

## Флаги муниципальных районов
| Флаг | Наименование                                           | Дата утверждения | Номер в ГГР |
| ---- | ------------------------------------------------------ | ---------------- | ----------- |
|      | Флаг муниципального образования Александровский район  | 29 апреля 2008   | 4110        |
|      | Флаг муниципального образования Вязниковский район     | 24 сентября 2019 | 12550       |
|      | Флаг муниципального образования Гороховецкий район     | 19 марта 2008    | 3988        |
|      | Флаг муниципального образования Гусь-Хрустальный район | 24 апреля 2012   | 7767        |
|      | Флаг муниципального образования Камешковский район     |                  |             |
|      | Флаг муниципального образования Киржачский район       | 26 сентября 2008 | 4433        |
|      | Флаг муниципального образования Ковровский район       |                  |             |
|      | Флаг муниципального образования Кольчугинский район    | 25 июля 2002     | 1153        |

| Флаг | Наименование                                         | Дата утверждения | Номер в ГГР |
| ---- | ---------------------------------------------------- | ---------------- | ----------- |
|      | Флаг муниципального образования Меленковский район   | 28 сентября 2018 | 12017       |
|      | Флаг муниципального образования Муромский район      |                  |             |
|      | Флаг муниципального образования Петушинский район    |                  |             |
|      | Флаг муниципального образования Селивановский район  | 25 декабря 2012  | 8039        |
|      | Флаг муниципального образования Собинский район      | 22 сентября 2006 | 2599        |
|      | Флаг муниципального образования «Судогодский район»  | 24 марта 2009    |             |
|      | Флаг муниципального образования Суздальский район    | 7 июля 2005      | 1941        |
|      | Флаг муниципального образования Юрьев-Польский район | 27 февраля 2019  | 12258       |

## Флаги городских поселений
| Флаг | Наименование                                                                   | Дата утверждения | Номер в ГГР |
| ---- | ------------------------------------------------------------------------------ | ---------------- | ----------- |
|      | Флаг муниципального образования город Александров Александровского района      | 17 мая 2016      | 11017       |
|      | Флаг городского поселения посёлок Балакирево Александровского района           | 17 февраля 2009  | 4807        |
|      | Флаг муниципального образования «Посёлок Вольгинский» Петушинского района      | 26 марта 2009    | 4805        |
|      | Флаг муниципального образования «Посёлок Городищи» Петушинского района         | 21 апреля 2010   | 6102        |
|      | Флаг муниципального образования город Гороховец Гороховецкого района           | 11 мая 2007      | 3303        |
|      | Флаг муниципального образования город Камешково Камешковского района           | 28 августа 2009  | 5734        |
|      | Флаг муниципального образования «Город Карабаново» Александровского района     | 21 мая 2008      | 4164        |
|      | Флаг городского поселения город Киржач Киржачского района                      | 27 февраля 2009  | 4803        |
|      | Флаг муниципального образования «Город Костерёво» Петушинского района          | 16 мая 2008      | 4112        |
|      | Флаг муниципального образования посёлок Красная Горбатка Селивановского района | 5 июля 2019      | 12421       |

| Флаг | Наименование                                                                | Дата утверждения | Номер в ГГР |
| ---- | --------------------------------------------------------------------------- | ---------------- | ----------- |
|      | Флаг муниципального образования город Курлово Гусь-Хрустального района      | 10 ноября 2009   | 5851        |
|      | Флаг муниципального образования город Лакинск Собинского района             | 19 июля 2010     | 6325        |
|      | Флаг муниципального образования город Меленки Меленковского района          | 18 октября 2018  | 12069       |
|      | Флаг муниципального образования посёлок Мстёра Вязниковского района         | 4 октября 2012   | 7930        |
|      | Флаг муниципального образования «Город Собинка» Собинского района           | 23 мая 2007      | 3420        |
|      | Флаг муниципального образования «Посёлок Ставрово» Собинского района        | 24 апреля 2008   | 4155        |
|      | Флаг муниципального образования «Город Струнино» Александровского района    | 20 мая 2008      | 4278        |
|      | Флаг муниципального образования «Город Суздаль» Суздальского района         | 18 мая 2004      | 1347        |
|      | Флаг муниципального образования город Юрьев-Польский Юрьев-Польского района | 27 марта 2018    | 12222       |

## Флаги сельских поселений
| Флаг | Наименование                                                                    | Дата утверждения | Номер в ГГР |
| ---- | ------------------------------------------------------------------------------- | ---------------- | ----------- |
|      | Флаг муниципального образования посёлок Анопино Гусь-Хрустального района        | 14 декабря 2012  | 8037        |
|      | Флаг муниципального образования Асерховское Собинского района                   | 2 апреля 2019    | 12256       |
|      | Флаг муниципального образования Березниковское Собинского района                | 20 июля 2018     | 12083       |
|      | Флаг Боголюбовского сельского поселения Суздальского района                     | 31 мая 2018      | 11926       |
|      | Флаг муниципального образования посёлок Великодворский Гусь-Хрустального района | 28 декабря 2018  | 12395       |
|      | Флаг Воршинского сельского поселения Собинского района                          | 22 ноября 2013   | 8880        |
|      | Флаг сельского поселения Горкинское Киржачского района                          | 13 ноября 2009   | 5776        |
|      | Флаг Колокшанского сельского поселения Собинского района                        | 3 октября 2012   | 8525        |
|      | Флаг Копнинского сельского поселения Собинского района                          | 14 февраля 2013  | 8331        |
|      | Флаг муниципального образования Куриловское Собинского района                   | 30 мая 2018      | 11959       |
|      | Флаг муниципального образования посёлок Мезиновский Гусь-Хрустального района    | 29 ноября 2016   | 11238       |
|      | Флаг Нагорного сельского поселения Петушинского района                          | 22 сентября 2011 | 7164        |

| Флаг | Наименование                                                                | Дата утверждения | Номер в ГГР |
| ---- | --------------------------------------------------------------------------- | ---------------- | ----------- |
|      | Флаг Новоалександровского сельского поселения Суздальского района           | 13 декабря 2012  | 9827        |
|      | Флаг Павловского сельского поселения Суздальского района                    | 20 сентября 2012 | 7928        |
|      | Флаг муниципального образования Пекшинское Петушинского района              | 26 октября 2017  | 11599       |
|      | Флаг муниципального образования Пенкинское Камешковского района             | 9 сентября 2014  | 11190       |
|      | Флаг Петушинского сельского поселения Петушинского района                   | 15 декабря 2011  | 7586        |
|      | Флаг муниципального образования Рождественское Собинского района            | 29 марта 2018    | 11853       |
|      | Флаг Селецкого сельского поселения Суздальского района                      | 24 сентября 2014 | 9539        |
|      | Флаг Толпуховского сельского поселения Собинского района                    | 30 сентября 2014 | 9541        |
|      | Флаг муниципального образования посёлок Уршельский Гусь-Хрустального района | 26 мая 2011      | 7150        |
|      | Флаг муниципального образования Фоминское Гороховецкого района              | 26 января 2018   | 11754       |
|      | Флаг муниципального образования Черкутинское Собинского района              | 25 января 2018   | 11756       |

## Упразднённые флаги
| Флаг | Наименование                                         | Дата утверждения | Дата отмены      |
| ---- | ---------------------------------------------------- | ---------------- | ---------------- |
|      | Флаг муниципального образования Киржачский район     | 29 апреля 1998   | 26 сентября 2008 |
|      | Флаг муниципального образования Юрьев-Польский район | 29 июня 2006     | 27 февраля 2019  |

| Флаг | Наименование                                                              | Дата утверждения | Дата отмены |
| ---- | ------------------------------------------------------------------------- | ---------------- | ----------- |
|      | Флаг муниципального образования «Город Суздаль» Суздальского района       | 22 июля 2003     | 18 мая 2004 |
|      | Флаг муниципального образования город Александров Александровского района | 10 мая 2006      |             |